# Scottsdale (Tasmanien)
Scottsdale ist eine Stadt im Nordosten des australischen Bundesstaates Tasmanien. Sie liegt am Tasman Highway (A3) 63 km nordöstlich von Launceston und 22 km südöstlich der Küstenstadt Bridport. Sie ist das Verwaltungszentrum der Local Government Area Dorset Municipality.
1855 wurde die Gegend erstmals vermessen und der Vermesser James Scott, nach dem die Stadt später benannt wurde, schrieb, dass dort „die besten Böden der Insel zu finden (seien) (...), gut bewässert und mit einem milden Klima.“ Dies lässt sich heute noch nachvollziehen, denn die Stadt ist nicht nur ein Mittelzentrum dieser Gegend, sondern auch ein wichtiges Zentrum der Landwirtschaft.

## Wirtschaft
Kartoffelanbau, Milchwirtschaft, Pinienplantagen, Mohnanbau und Bergbau sind die wichtigsten Wirtschaftszweige der Gegend. Auch Hopfen war früher eine wichtige Feldfrucht, aber in den letzten Jahren wurden große Hopfenfarmen verkauft und/oder in Milchviehbetriebe, Eukalyptusplantagen oder Pinienplantagen umgewandelt.
Die Lage der Stadt inmitten grüner Felder und blauer Berge, die verbesserte Infrastruktur und die intensivere Besucherwerbung belebt den Fremdenverkehr. Die Barnbougle Dunes Golf Links und die Bridestowe Estate Lavender Farm (Lavendelfarm) sind die wichtigsten Attraktionen der Gegend.
Das Forest EcoCentre – von Forestry Tasmania betrieben – wurde Ende der 1990er-Jahre in Scottsdale als Besucherzentrum errichtet, das die Touristen über die Forstindustrie in Tasmanien informiert.
Scottsdale ist ein wichtiges Dienstleistungszentrum für das nordöstliche Tasmanien mit Ladengeschäften für die meisten Bedürfnisse der Einwohner, aber Einzelhandel musste kürzlich einen Niedergang beklagen, sodass in der Hauptstraße King Street viele Läden leer stehen. Auch die Schließung der nordosttasmanischen Eisenbahnlinie hat der örtlichen Wirtschaft geschadet und die Zahl der LKWs auf den Ortsverbindungsstraßen erhöht. Streckenweise wurden die Eisenbahnschienen vollständig entfernt, sodass die Linie auch nicht mehr als Touristenlinie betrieben werden kann, obwohl sie durch eine sehenswerte Landschaft verläuft. Ironischerweise wurden die zwischen Scottsdale und Herrick entfernten Schienen zum Bau der West Coast Wilderness Railway an der Westküste verwendet. Auf der Strecke nach Launceston liegen die Schienen noch ungenutzt, aber viele private Traditionsbahnbetriebsinitiativen haben schon ihre Fühler danach ausgestreckt.

## Bevölkerung
Scottsdale wird hauptsächlich von britischstämmigen Einwohnern bewohnt; die meisten im Ausland geborenen Bewohner kommen aus dem Vereinigten Königreich, Deutschland oder Neuseeland. 65 % der Bevölkerung gehört christlichen Kirchen an. Das Durchschnittsalter der Einwohner beträgt 46 Jahre (Zahlen von der Volkszählung 2016).
Die Einwohner über 15 Jahre sind zu 5,2 % im Einzelhandel, zu 4,2 % in der Holzverarbeitung, zu 4,0 % in der Erziehung, zu 3,9 % im Gemüseanbau und zu weiteren 3,9 % in Cafés und Restaurants beschäftigt.
In Scottsdale beträgt das mediane wöchentliche Haushaltseinkommen AU-$ 849,-- im Vergleich zu AU-$ 1203,-- in ganz Australien.
Die Wähler in Scottsdale zeigten ihre konservative Einstellung im Vergleich zu anderen tasmanischen Städten, als dem liberalen Kandidaten, Michael Ferguson bei den bundesweiten Wahlen 2004 61,72 % ihrer Stimmen gaben. Bei den Wahlen 2007 erreichte Fergusson einen etwas geringeren Wert von 59,97 % der Stimmen.

## Gemeindestruktur
Scottsdales Straßennetz ist um die beiden Hauptstraßen herum aufgebaut. Dies sind die King Street im Verlauf des Tasman Highway und die George Street, über die ebenfalls teilweise der Tasman Highway, streckenweise aber auch die Bridport Road (B84) verlaufen. Die Einkaufsmeile liegt im Gebiet um die King Street und die Victoria Street.
Der höchste Punkt der Stadt liegt in der Mary Street, wo sich ein Trinkwasser-Hochbehälter befindet.
Im Stadtteil Ellesmere, heute im Norden von Scottsdale, entstand die erste Siedlung.
Ebenfalls bekannt ist der Stadtteil Lades Estate, in dem sich hauptsächlich Sozialwohnungen befinden. Er wird von den Einwohnern von Scottsdale „Sin City“ genannt, weil dort die Kriminalitätsrate sehr hoch und der sozio-ökonomische Status seiner Bewohner so niedrig ist.

## Öffentliche Einrichtungen
An öffentlichen Einrichtungen bietet Scottsdale ein Freibad, ein Sportstadion, einen Golfplatz, eine öffentliche Bibliothek (mit Internetzugang), eine Grundschule und eine High School. Schüler, die das Tasmanian Certificate of Education (TCE) erwerben wollen, müssen das College in Launceston besuchen.
Der Northeast Park ist ein Campingplatz, auf dem man sieben Tage lang kostenlos sein Zelt aufstellen darf und der mit Münzgrillplätzen und Münzduschen ausgestattet ist. Kürzlich wurde der Northeast Park mit öffentlichen Geldern renoviert.
Der öffentliche Nahverkehr wird von RD & FH Sainty North East Bus Services betrieben. Mehrmals täglich werden Passagiere und Fracht zu den Firmen am Ort gebracht. Ein Bus nach Launceston, hauptsächlich für Schüler und Studenten, fährt an jedem Schultag um 07:10 Uhr in Scottsdale ab und kommt um 17:20 Uhr wieder zurück.

## Lokalpolitik
In den Jahren 2005 und 2006 war Scottsdale in den bundesweiten Medien wegen der Gefahr des Jobverlustes in der örtlichen Holzverarbeitungsindustrie.
Im Juli 2006 fand die Stadt, die im Zentrum des „nordöstlichen Bibelgürtel“ liegt, weitere Beachtung, weil Mitglieder der lokalen Sekte Exclusive Brethren bezichtigt wurden, Schmierereien gegen die Australian Greens ausgeführt zu haben. Erneut wurde dieser Fall aufgerollt, als die Australian Greens eine Senatsuntersuchung über die Aktivitäten dieser Sekte beantragten. Die Mitglieder von Exclusive Brethren sind erfolgreiche örtliche Geschäftsleute.
2005 / 2006 gab es Streit zwischen der Stadtverwaltung und der Verwaltung der Local Government Area Dorset über die Themen der Schließung der William Street für den Verkehr und Umwidmung der Lilydale Road und der Listers Lane als LKW-Route. Eine neue „Version“ der Listers Lane wurde als Verbindung der Lilydale Road mit der Bridport Road gebaut. Viele Geschäftsleute protestierten gegen die Schließung der William Street und heute ist die neue Straße wegen Sicherheitsmängeln ungenutzt. Diese Fehlplanung kostete mehrere Millionen AU-$. Die Straße wurde 2008 wieder für den Verkehr geöffnet.
Zurzeit gibt größere Aktivitäten mit dem Ziel der Entwicklung einer Touristenroute namens
Trail of the Tin Dragon rund um Scottsdale.

## Sport
Die Bewohner von Scottsdale schöpfen ihren Gemeinsinn aus der Teilnahme an Veranstaltungen der Grundschule und der High School, sowie der Kirchen, und an Sportveranstaltungen. Australian Football ist sehr populär und der Scottsdale Football Club spielt erfolgreich in der Northern Tasmanian Football Association. Beliebt sind auch Schwimmen, Golf, Hockey, Bowls und Basketball.

## Klima
|                       | Jan  | Feb  | Mär  | Apr  | Mai  | Jun   | Jul   | Aug   | Sep  | Okt  | Nov  | Dez  |   |       |
| Mittl. Tagesmax. (°C) | 23,0 | 23,1 | 21,5 | 18,0 | 15,0 | 12,7  | 12,1  | 12,7  | 14,2 | 16,5 | 19,0 | 21,0 | ⌀ | 17,4  |
| Mittl. Tagesmin. (°C) | 11,0 | 11,2 | 10,0 | 8,1  | 6,2  | 4,6   | 4,1   | 4,1   | 5,0  | 6,1  | 7,9  | 9,3  | ⌀ | 7,3   |
|                       |      |      |      |      |      |       |       |       |      |      |      |      |   |       |
| Niederschlag (mm)     | 55,3 | 38,1 | 48,2 | 71,1 | 90,4 | 101,9 | 115,1 | 122,1 | 93,4 | 80,1 | 64,4 | 63,6 | Σ | 943,7 |
|                       |      |      |      |      |      |       |       |       |      |      |      |      |   |       |
| Regentage (d)         | 9,3  | 8,0  | 8,7  | 11,2 | 12,6 | 13,5  | 15,8  | 16,9  | 15,7 | 14,4 | 11,8 | 11,8 | Σ | 149,7 |

| 11,0 |

| 11,2 |

| 10,0 |

| 8,1 |

| 6,2 |

| 4,6 |

| 4,1 |

| 4,1 |

| 5,0 |

| 6,1 |

| 7,9 |

| 9,3 |

| 11,0 |

| 11,2 |

| 10,0 |

| 8,1 |

| 6,2 |

| 4,6 |

| 4,1 |

| 4,1 |

| 5,0 |

| 6,1 |

| 7,9 |

| 9,3 |